# طرخشقون بلطيقي
طرخشقون بلطيقي (الاسم العلمي:Taraxacum balticum) هو نوع من النباتات يتبع جنس الطرخشقون من الفصيلة النجمية.
سمي هذا النوع نسبةً إلى   البلطيق.